# Ольмез, Танер
Тане́р Ольме́з (тур. Taner Ölmez; род. 9 августа 1986 года, Стамбул, Турция) — турецкий актёр.

## Биография
Танер родился в 1986 году в Стамбуле. Высшее образование получил в Стамбульском университете государственной консерватории. Снимался в рекламе и играл в театре.
В 2009 году Танер получил небольшую роль в фильме «Пепел и огонь». В 2012 году последовала роль Дениза, возлюбленного Хазал, в сериале «Голая правда». В 2013 году Танер получил роль Мерта в популярном турецком сериале «Прилив». С апреля по июнь 2016 года Танер играл взрослого Османа в сериале «Великолепный век: Кёсем Султан». В 30 серии Осман был жестоко казнен во время мятежа янычар. В 2019 году Танер с Синем Унсал получили роль в сериале «Чудо — доктор».
Состоит в браке с Эдже Чешмиоглу.

## Фильмография
| Год       |   | Русское название                                  | Оригинальное название                      | Роль            |
| --------- | - | ------------------------------------------------- | ------------------------------------------ | --------------- |
| 2009—2010 | с | Большой базар                                     | Kapalı Çarşı                               | Гыйябеттин      |
| 2009      | ф | Пепел и огонь                                     | Kül ve Ateş                                | Хайати          |
| 2011      | с | Золото Стамбула                                   | Istambul'un Altınları                      | Мустафа         |
| 2012      | с | Длинная история                                   | Uzun Hikaye                                | Джелаль         |
| 2012      | с | Потерянный город                                  | Kayıp Şehir                                | Садык           |
| 2012—2013 | с | Голая правда                                      | Çıplak Gerçek                              | Дениз           |
| 2013      | с | Татар Рамазан                                     | Tatar Ramazan                              | Ахмет           |
| 2013—2015 | с | Прилив                                            | Medcezir                                   | Мерт Асым Серез |
| 2015      | ф | Разбитые банки                                    | Kırık Kalpler Bankası                      | Осман           |
| 2015—2017 | с | Великолепный век: Кёсем Султан (с 21 по 30 серию) | Muhteşem Yüzyıl Kösem (21 Bölüm - 30Bölüm) | Осман II        |
| 2019—2021 | с | Чудо-доктор                                       | Mucize Doktor                              | Али             |
| 2020—2022 | с | Алеф                                              | Alef                                       | Чинар Демир     |
| 2024      | с | Гений                                             | Deha                                       | Джесур          |